# Zubiaurre (Buenos Aires)
Zubiaurre es un paraje rural del partido de Coronel Dorrego, en la provincia de Buenos Aires, Argentina.

## Ubicación
Se encuentra a 55 km de Coronel Dorrego y a 80 km de Tres Arroyos a través de un camino rural que se desprende de la Ruta Nacional 3.

## Historia y población

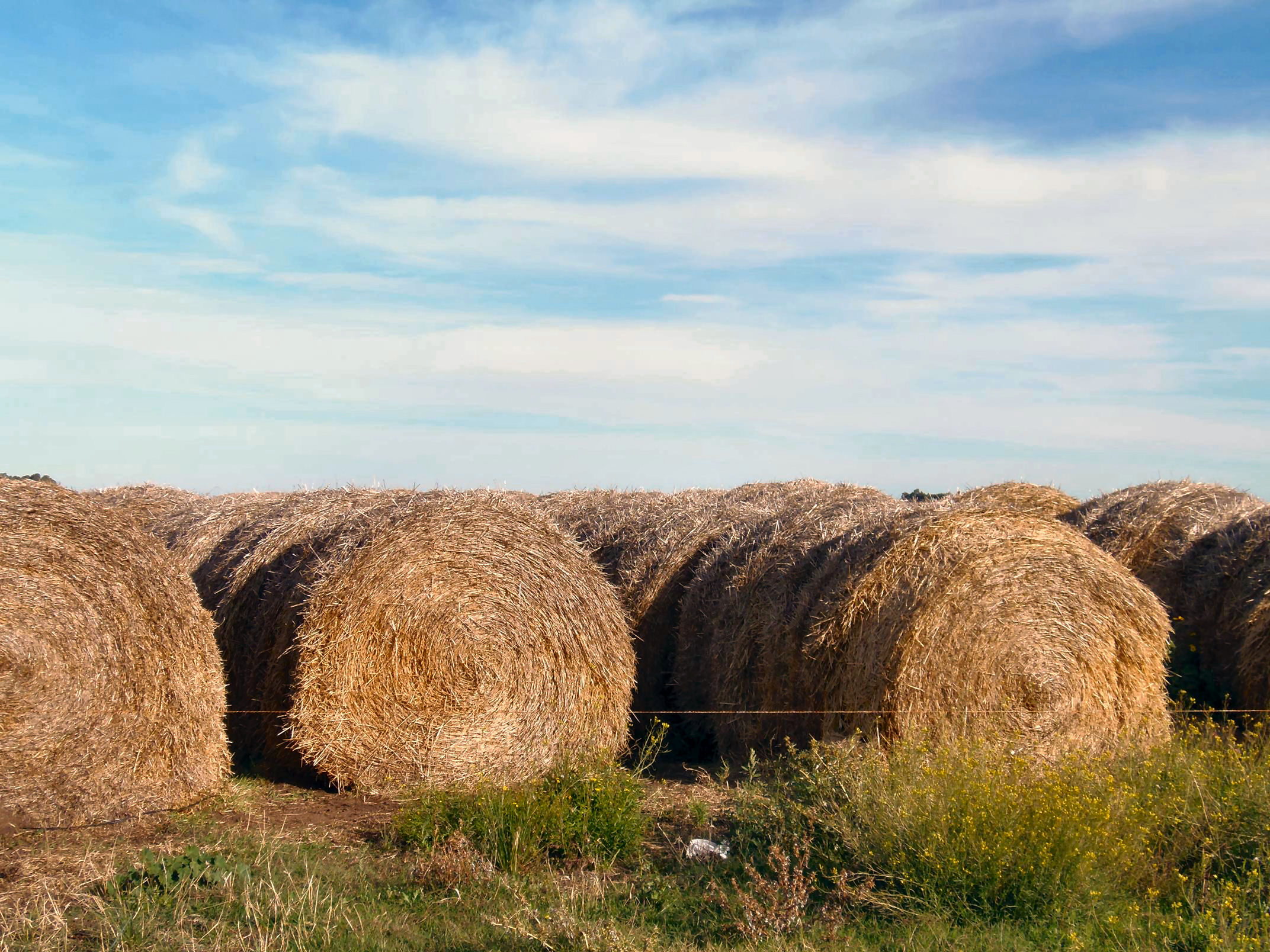
Rollos de pasto en Zubiaurre

La habilitación de la estación ferroviaria del Ramal Defferrari - Coronel Dorrego del Ferrocarril del Sud en 1929, dio lugar a la formación del pueblo. La posterior clausura en 1961 de los servicios ferroviarios provocó la declinación demográfica. 
En los últimos censos de 2001 y 2010, fue censado como población rural dispersa.